# Sint-Antonius van Paduakerk (Ronse)

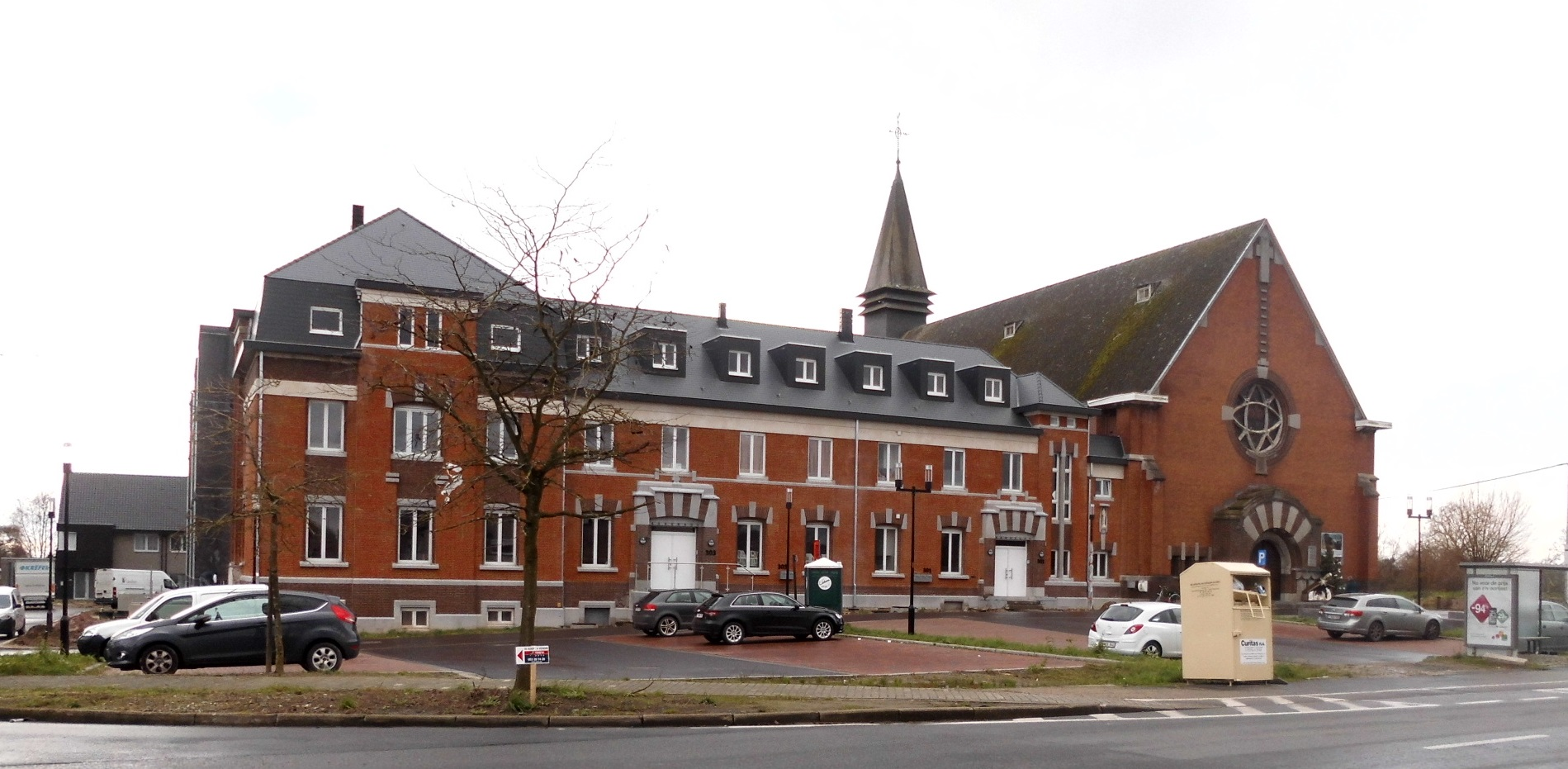
Sint-Antonius van Paduakerk en klooster

De Sint-Antonius van Paduakerk is een voormalige kloosterkerk en huidige parochiekerk in de Oost-Vlaamse stad Ronse, gelegen aan de Elzeelsesteenweg en de Minderbroedersstraat.
In 1935 werd hier een noodkerk gebouwd en in 1937 werd een minderbroedersklooster en een kerk gebouwd naar ontwerp van A. van Laethem. Vooral het kerkportaal is opvallend.
De kerk op rechthoekige plattegrond heeft een dakruiter boven het koor en is gebouwd in art-decostijl. Het klooster - een ontwerp van dezelfde architect - werd, zoals gebruikelijk bij de minderbroeders, gebouwd om een vierkante binnenplaats. In 1960 werd de kloosterkerk ook als parochiekerk in gebruik genomen. In 2007 vertrokken de laatste paters. Na restauratie kwamen er woningen in de kloostergebouwen.